# Body Alchemy
Body Alchemy: Transsexual Portraits est un livre de 1996, rassemblant des photographies et des écrits de Loren Cameron. Il documente le processus de transition et la vie quotidienne de l'auteur et d'autres hommes trans.

## Le livre
Body Alchemy: Transsexual Portraits a suscité de nombreuses critiques positives pour sa représentation intime et respectueuse des hommes trans, et a remporté un double prix Lambda Literary en 1996,.
Il reste une étape importante sur le sujet du documentaire FTM et un livre mentionné dans d'autres œuvres sur la transidentité.